# Escala Hounsfield
A escala Hounsfield (ou números CT), assim chamada em homenagem a Godfrey Hounsfield, é uma escala quantitativa que descreve a radiodensidade. 

## Definição
A escala de unidade Hounsfield (HU) é uma transformação da medida original do coeficiente de atenuação linear para uma escala adimensional. Nessa escala, a radiodensidade da água destilada sob condições-padrão de temperatura e pressão (CPTP) é definida como zero unidades Hounsfield (HU), enquanto a radiodensidade do ar nas CPTP é definida como -1000 HU. A escala é comumente utilizada entre -1000 HU e 3000 HU .
O número CT (Valor CT) de um dado material é determinado em relação ao coeficiente de atenuação linear da água:
{\displaystyle Valor~CT=1000\times {\frac {\mu -\mu _{H_{2}O}}{\mu _{H_{2}O}}}}
Onde {\displaystyle \mu _{H_{2}O}} é o coeficiente de atenuação linear da água e {\displaystyle \mu } é o coeficiente de atenuação linear do material em questão.
Percebe-se que uma mudança em uma unidade Hounsfield (HU) representa uma mudança de 0,1% do coeficiente de atenuação linear da água.
A unidade do número CT é a unidade Hounsfield (HU). A sigla CT é proveniente do termo em inglês para tomografia computadorizada (computed tomography).
Os padrões acima foram escolhidos por serem referências universalmente disponíveis e são apropriados para o imageamento da anatomia interna dos seres vivos (principalmente de seres humanos).

## Aplicações

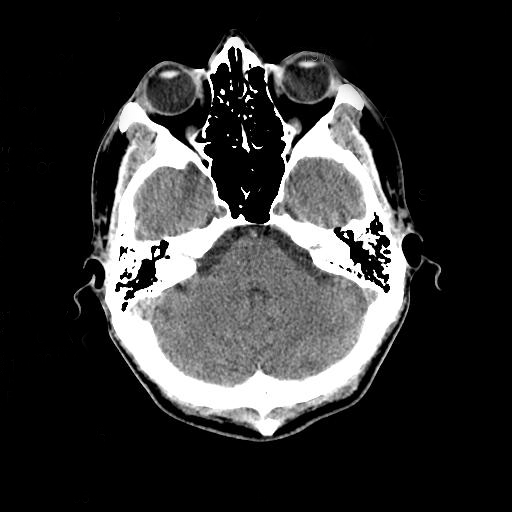
Tomografia da cabeça. É visível o cerebelo, seios etmóides e globo ocular.

A escala Hounsfield está relacionada à obtenção de imagens com raios-X. Ela transforma os diferentes tons de cinza, adquiridos no imageamento com raios-X, em valores numéricos. Esta transformação possibilita a abertura de janelas dentro da escala de cinza obtida nas imagens, permitindo maior diferenciação entre cores anteriormente muito semelhantes (e muitas vezes indistinguíveis ao olho humano). 
A utilização da escala Hounsfield em radiografias e nas imagens obtidas por tomografia computadorizada é de extrema importância. A mesma imagem radiográfica pode fornecer, através da abertura de janelas na escala Hounsfield, informações sobre diferentes tecidos e órgãos. Isto é relevante porque, com exceção dos ossos, os órgãos humanos possuem coeficientes de atenuação linear próximos ao da água e, portanto, seriam pouco distinguíveis em uma imagem obtida com raios-X. 
Na medicina, a abertura de janelas na escala Hounsfield é realizada para obter informações relevantes para um diagnóstico. Técnicas semelhantes são utilizadas na interpretação de imagens obtidas na astronomia e na fotografia.

## Valores de unidade Hounsfield (HU) de substâncias comuns
| Substância               | HU                                         |
| ------------------------ | ------------------------------------------ |
| Ar                       | −1000                                      |
| Pulmão                   | −500                                       |
| Gordura                  | −100 a −50                                 |
| Água                     | 0                                          |
| Fluido cerebroespinhal   | 15                                         |
| Rim                      | 30                                         |
| Sangue                   | +30 a +45                                  |
| Músculo                  | +10 a +40                                  |
| Massa cinzenta           | +37 a +45                                  |
| Massa branca             | +20 a +30                                  |
| Fígado                   | +40 a +60                                  |
| Tecidos moles, Contraste | +100 a +300                                |
| Osso                     | +700 (osso esponjoso) a +3000 (osso denso) |

Uma aplicação prática destes valores é na avaliação de tumores, onde, por exemplo, um tumor adrenal com uma radiodensidade menor que 10 HU é majoritariamente composto por gordura e quase certamente é um adenoma adrenal benigno.